# Српско војно гробље у Битољу
Српско војно гробље у Битољу се налази у јужном делу Битоља при улазу у град (Буковско гробље). За време рата у Битољској болници преминуло је око 3200 српских војника и официра. На гробљу је сахрањен 1321 војник српске војске из Балканских и Првог светског рата 1912—1918. Велики број њих је погинуо у борбама на Кајмакчалану 1916. године.
Кости палих бораца пренете су у заједничко гробље на месту споменика. Поред масовног гробља покопани су и српски војници после ратова.

## Галерија
- Крст на заједничкој гробници
- Гробље 2017. године